# Alain Lorieux
Pour les articles homonymes, voir Lorieux.
Pas d'image ? Cliquez ici

a Compétitions nationales et continentales officielles uniquement.

b Matchs officiels uniquement.
Dernière mise à jour le 27 juin 2009.
Alain Lorieux, né le 26 mars 1956 à La Tronche, est un joueur français de rugby à XV français, ayant évolué au poste de deuxième ligne.

## Biographie

### Débuts sur le tard au FC Grenoble
Il a commencé sur le tard sa carrière de joueur de rugby à XV au FC Grenoble, alors au sommet de la hiérarchie nationale terminant 1er de la saison régulière (sur les 40 clubs engagés) en 1981 et second les deux années suivantes sans pour autant confirmer en phases finales puisqu’il jouera au mieux une demi-finale en 1982.

### Premières sélections en équipe de France
Alain Lorieux connaît sa première sélection en équipe de France le 5 juillet 1981 contre l'Australie à Brisbane.
Il n'est ensuite pas retenu avec la sélection alpine pour affronter l'équipe de Nouvelle-Zélande pour leur tournée au stade Charles-Berty de Grenoble où les All blacks  essuieront la seule défaite (16-18) de toute leur tournée européenne.
Les sélectionneurs préfèrent le voir avec les Barbarians français contre la même équipe à Bayonne. Les Baa-Baas s'inclinent 18 à 28. Trois ans plus tard, le 1er novembre 1984, il joue de nouveau avec les Barbarians français contre une équipe du Bataillon de Joinville à Grenoble. Les Baa-Baas l'emportent 44 à 22.

### Vice-champion du monde 1987
Il quitte Grenoble pour Aix les Bains qui joue en groupe B en 1985 mais conserve néanmoins sa place en Équipe de France.
Lors de sa participation à la coupe du monde 1987, il joue une demi-finale héroïque durant laquelle il inscrit un essai en coin et initie par la suite l'essai anthologique de Serge Blanco.
Alain Lorieux est expulsé le 25 juin 1988 lors de la rencontre Argentine-France disputée à Buenos Aires pour avoir voulu venger Pierre Berbizier. La rencontre fut remportée par les argentins sur le score de 18 à 6.
Il exerçait la profession de maître nageur sauveteur chez les pompiers, d'où son surnom de Pin-Pon.

### Reconversion
À la fin de sa carrière, il prend la direction d'un camping à Aix-les-Bains.

## Statistiques

### Tournoi des Cinq Nations
| Édition           | Rang | Résultats France | Résultats Lorieux | Matchs Lorieux |
| ----------------- | ---- | ---------------- | ----------------- | -------------- |
| Cinq Nations 1982 | 4    | 1 v, 0 n, 3 d    | 0 v, 0 n, 1 d     | 1/4            |
| Cinq Nations 1984 | 2    | 3 v, 0 n, 1 d    | 3 v, 0 n, 0 d     | 3/4            |
| Cinq Nations 1987 | 1    | 4 v, 0 n, 0 d    | 2 v, 0 n, 0 d     | 2/4            |
| Cinq Nations 1988 | 1    | 3 v, 0 n, 1 d    | 2 v, 0 n, 1 d     | 3/4            |
| Cinq Nations 1989 | 1    | 3 v, 0 n, 1 d    | 1 v, 0 n, 0 d     | 1/4            |

Légende : v = victoire ; n = match nul ; d = défaite ; la ligne est en gras quand il y a grand chelem.

### Coupe du monde
| Édition                            | Rang      | Résultats France | Résultats Lorieux | Matchs Lorieux |
| ---------------------------------- | --------- | ---------------- | ----------------- | -------------- |
| Nouvelle-Zélande et Australie 1987 | Finaliste | 4 v, 1 n, 1 d    | 3 v, 1 n, 1 d     | 5/6            |

Légende : v = victoire ; n = match nul ; d = défaite.

## Carrière

### En club
- FC Grenoble
- FC Aix-les-Bains
- RC Seyssins

### En sélection
- 31 sélections en équipe de France
- Grand Chelem en 1987
- Coupe du Monde 1987
- Tournoi des cinq nations en 1988 (ex æquo avec le Pays de Galles)
- Tournoi des cinq nations en 1989 (France détachée)